# Cabaj-Čápor
Cabaj-Čápor és un poble i municipi d'Eslovàquia que es troba a la regió de Nitra, al sud-oest del país. El 2021 tenia 4.295 habitants. La primera menció escrita de la vila es remunta al 1156.

## Demografia
| Godina             | 1994 | 2004   | 2014    | 2024   |
| ------------------ | ---- | ------ | ------- | ------ |
| Nombre de persones | 3270 | 3562   | 4042    | 4358   |
| Diferència         |      | +8,92% | +13,47% | +7,81% |

| Godina             | 2023 | 2024   |
| ------------------ | ---- | ------ |
| Nombre de persones | 4318 | 4358   |
| Diferència         |      | +0,92% |